# Buckner Stith Morris

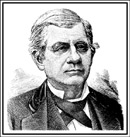
Buckner Stith Morris

Buckner Stith Morris (* 19. August 1800 in Augusta, Bracken County, Kentucky; † 16. Dezember 1879 in Chicago, Illinois) war ein US-amerikanischer Politiker. In den Jahren 1838 und 1839 war er Bürgermeister der Stadt Chicago und damit die zweite Person, die dieses Amt ausübte.

## Werdegang
Nach einem Jurastudium und seiner 1827 erfolgten Zulassung als Rechtsanwalt begann Buckner Morris ab 1834 in Chicago in diesem Beruf zu arbeiten. Dort gründete er auch das Chicago Lyceum, die erste literarische Gesellschaft der gerade erst gegründeten Stadt. Politisch schloss er sich der Whig Party an. Im Jahr 1838 wurde er als Nachfolger von William Butler Ogden zum Bürgermeister von Chicago gewählt. Dieses Amt bekleidete er zwischen 1838 und 1839. Danach saß er im Stadtrat. Zwischen 1853 und 1855 war er Bezirksrichter im Lake County.
Während des Bürgerkrieges, den er nicht unterstützte, machte er Schlagzeilen, als er im Jahr 1864 konföderierten Kriegsgefangenen zur Flucht verhalf. Das brachte ihm neun Monate Haft ein. Dadurch konnte er seine privaten Geschäfte nicht abwickeln und musste einige Zwangsvollstreckungen über sich ergehen lassen. Danach trat er politisch nicht mehr in Erscheinung. Buckner Morris starb am 16. Dezember 1879 in Chicago.